# Erzbistum Piura
Das Erzbistum Piura (lateinisch Archidioecesis Piurensis, spanisch Arquidiócesis de Piura) ist ein in Nordperu gelegenes römisch-katholisches Erzbistum mit Sitz in Piura.

## Geschichte
Das Bistum Piura wurde am 29. Februar 1940 durch Papst Pius XII. mit der Apostolischen Konstitution Ad christianae plebis aus Gebietsabtretungen des Bistums Trujillo errichtet. Es wurde dann dem Erzbistum Trujillo als Suffraganbistum unterstellt. Am 30. Juni 1966 wurde das Bistum Piura durch Papst Paul VI. mit der Apostolischen Konstitution Sic ut paterfamilias zum Erzbistum erhoben.
Das Erzbistum Piura umfasst das Gebiet der Regionen Piura und Tumbes.

## Bischöfe

### Bischöfe von Piura
- Fortunato Chirichigno Pontolido SDB, 27. Januar 1941 – 2. Januar 1953
- Federico Pérez Silva CM, 1953 – 15. Juni 1957, dann Erzbischof von Trujillo
- Carlos Alberto Arce Masías, 6. Februar 1959 – 6. Januar 1963
- Erasmo Hinojosa Hurtado, 6. Januar 1963 – 30. Juni 1966

### Erzbischöfe von Piura
- Erasmo Hinojosa Hurtado, 30. Juni 1966 – 6. August 1977
- Fernando Vargas Ruiz de Somocurcio SJ, 18. Januar 1978 – 26. September 1980, dann Erzbischof von Arequipa
- Oscar Rolando Cantuarias Pastor, 9. September 1981 – 11. Juli 2006
- José Antonio Eguren Anselmi SCV, 11. Juli 2006 – 2. April 2024
- Sedisvakanz, seit 2. April 2024